# San (géorgien)
Cette page contient des caractères spéciaux ou non latins. S’ils s’affichent mal (▯, ?, etc.), consultez la page d’aide Unicode.
Pour les articles homonymes, voir San.
San, (სან, [san], en géorgien) est la 18e lettre de l'alphabet géorgien.

## Linguistique
San est utilisé pour représenter le son [s].
Dans la norme ISO 9984, la lettre est translittérée par « s ».

## Représentation informatique
- Unicode[1] :
  - Asomtavruli Ⴑ : U+10B1
  - Mkhedruli et nuskhuri ს : U+10E1